# Chris Spencer (taekwondo)
Chris Spencer es un deportista estadounidense que compitió en taekwondo.
Ganó una medalla de bronce en el Campeonato Mundial de Taekwondo de 1987, y una medalla de oro en el Campeonato Panamericano de Taekwondo de 1986. En los Juegos Panamericanos de 1987 consiguió una medalla de oro.

## Palmarés internacional
| Campeonato Mundial      | Campeonato Mundial            | Campeonato Mundial | Campeonato Mundial |
| Año                     | Lugar                         | Medalla            | Categoría          |
| ----------------------- | ----------------------------- | ------------------ | ------------------ |
| 1987                    | Barcelona (España)            | Medalla de bronce  | –64 kg             |
| Juegos Panamericanos    |                               |                    |                    |
| Año                     | Lugar                         | Medalla            | Categoría          |
| 1987                    | Indianápolis (Estados Unidos) | Medalla de oro     | –64 kg             |
| Campeonato Panamericano |                               |                    |                    |
| Año                     | Lugar                         | Medalla            | Categoría          |
| 1986                    | Guayaquil (Ecuador)           | Medalla de oro     | –64 kg             |